# Lanuvium

Lanuvium est une cité antique latine du Latium, dans les monts Albains, en Italie centrale, aujourd’hui connue sous le nom de Lanuvio.

## Histoire

### Fondation légendaire
Des vestiges de l’âge du fer montrent que Lanuvium naît d’un synœcisme de villages à partir du IXe siècle av. J.-C. Le sanctuaire de Junon Sospita, un des plus importants du Latium, existe dès l’époque archaïque. La déesse est identifiée à l’Héra d’Argos et représentée avec la tête couverte d’une peau de chèvre et des chaussures à pointe relevée, armée d’un bouclier bilobé et d’une lance. Le culte aurait été introduit par Diomède. Il s’agit d’une déesse matronale et guerrière, assez proche de l’Héra Argienne de Paestum (Héraion des bouches du Sele). L’aspect chtonien se manifeste dans le culte du serpent (qu’on élevait dans une grotte et auxquels on présentait une fois par an les jeunes de Lanuvium pour prouver leur virginité). 
Selon Appien, Lanuvium est fondée par Diomède. Des inscriptions attestent de traditions diverses. Un fragment de décret, découvert à Centuripe, concerne le renouvellement d’un traité entre Centuripe et Lanuvium. On ne peut l’expliquer que dans le cadre des traditions faisaient venir les Sicules du Latium. On a aussi découvert un fragment de Quintus Fabius Pictor dans le gymnase de Taormine, selon lequel Lanuvius, héros éponyme de Lanuvium, aurait été l’allié d’Énée et d’Ascagne.

### Période historique
Lanuvium fait partie de la Ligue latine. À la dissolution de cette ligue par les Romains en 338 av. J.-C., ses habitants reçoivent la citoyenneté romaine restreinte (sans droit de vote). 
Parmi les habitants de Lanuvium sont célèbres l’auteur de comédies Luscius Lanuvinus (contemporain de Térence) et Q. Roscius, célèbre acteur de l’époque de Sylla et Jules César. La famille la plus importante est celle des Licinii Murenae (dont le consul Lucius Licinius Murena en 62 av. J.-C., défendu par Cicéron). 
Le noyau urbain a perdu toute consistance à la fin de la République et le territoire se peuple de villae. Les Antonins y séjournent fréquemment. C’est le lieu de naissance d’Antonin le Pieux et Commode.

## Site archéologique

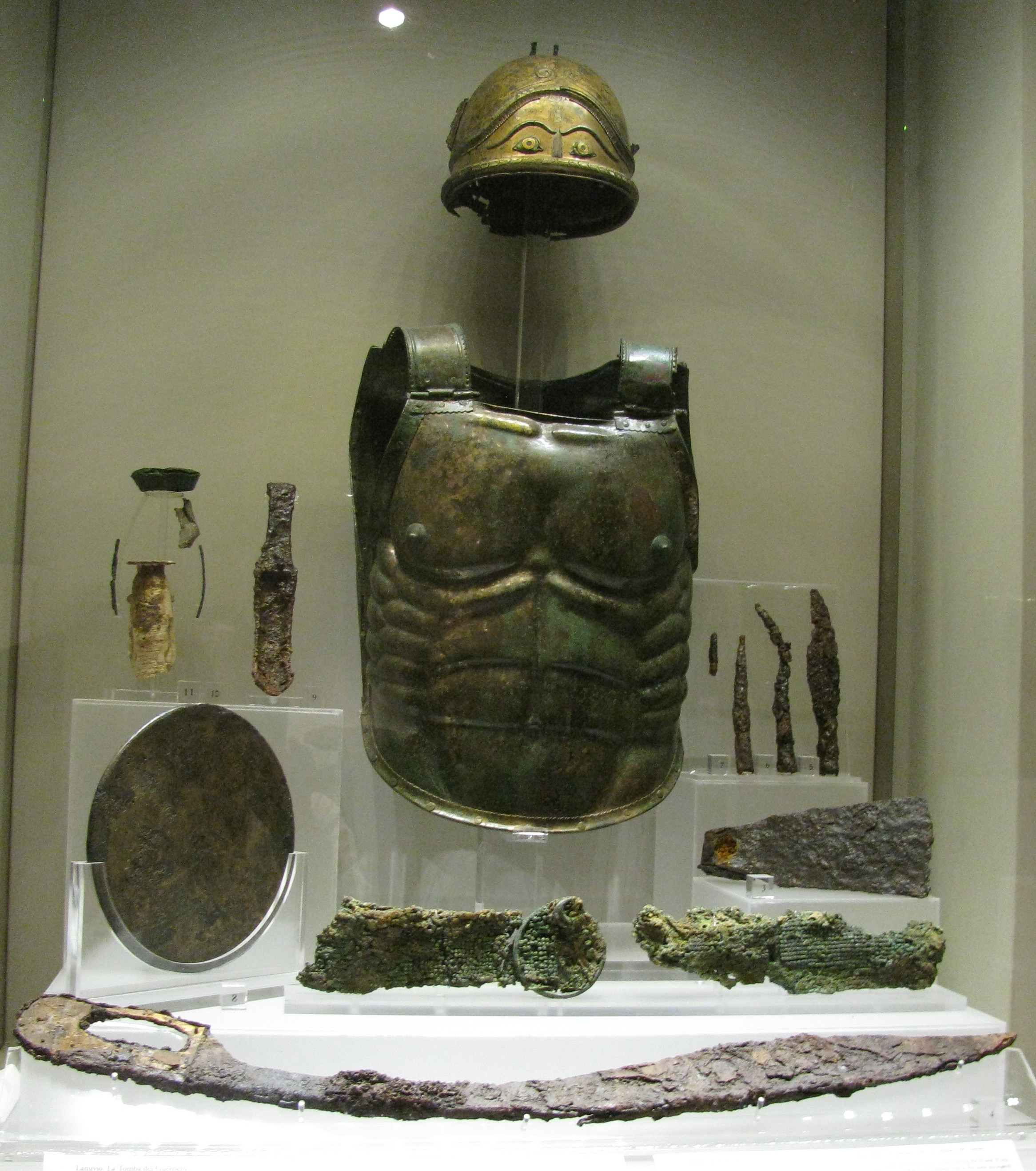
Armement trouvé dans la tombe du guerrier

Le village actuel occupe une partie du site antique, qui s’étendait de la colline S. Lorenzo au Nord (avec l’acropole et le temple de Junon) jusqu’à l’église delle Grazie au Sud. L’actuelle via S. Lorenzo reprend le tracé de la rue principale antique. 
On peut voir des vestiges du temple de Junon Sospita entre le séminaire et la villa Sforza. Sur le premier terrassement, on voit des vestiges du temple (temple toscan à alae), avec des fondations en blocs de tuf. On peut distinguer au moins 3 phases : 
- une phase archaïque (fin VIe siècle, avec des terres cuites architectoniques, British Museum) ;
- phase républicaine (IVe - IIIe siècle) ;
- grande réfection, au milieu Ier s. av. J.-C., en opus reticulatum.

On trouve également un portique et un complexe réseau de galeries creusées dans la roche (peut-être le lieu où on élevait les serpents), ainsi que des vestiges d’un arc qui marquait l’entrée du sanctuaire. On a également découvert un groupe de statues hellénistiques (probablement offert par L. Licinius Murena). La reconstruction du sanctuaire est probablement due à L. Licinius Murena. Selon Pline l'Ancien, le sanctuaire est en ruines sous l’Empire (il mentionne des peintures archaïques représentant Atalante et Hélène). On peut aussi voir des vestiges du théâtre (IIe siècle av. J.-C.). Plus loin se trouve un sanctuaire d’Hercule des IVe - IIIe siècle, avec des inscriptions, des vestiges du podium en opus quadratum de tuf. 
La tombe du Guerrier (tomba del Guerriero) est l’unique tombe cavalière d’aristocrate découverte dans le Latium archaïque. Elle est formée d’un grand sarcophage de pépérin contenant une panoplie de guerrier (cuirasse, casque doré, épée, pointe de lance). Le matériel date du début Ve siècle et donne une idée de l’équipement des cavaliers latins qui ont participé à la bataille du lac Régille (Museo delle Terme à Rome).
Arthur John Strutt y fut inspecteur des antiquités de 1881 à sa mort.